# Cuchillo de Gebel el-Arak

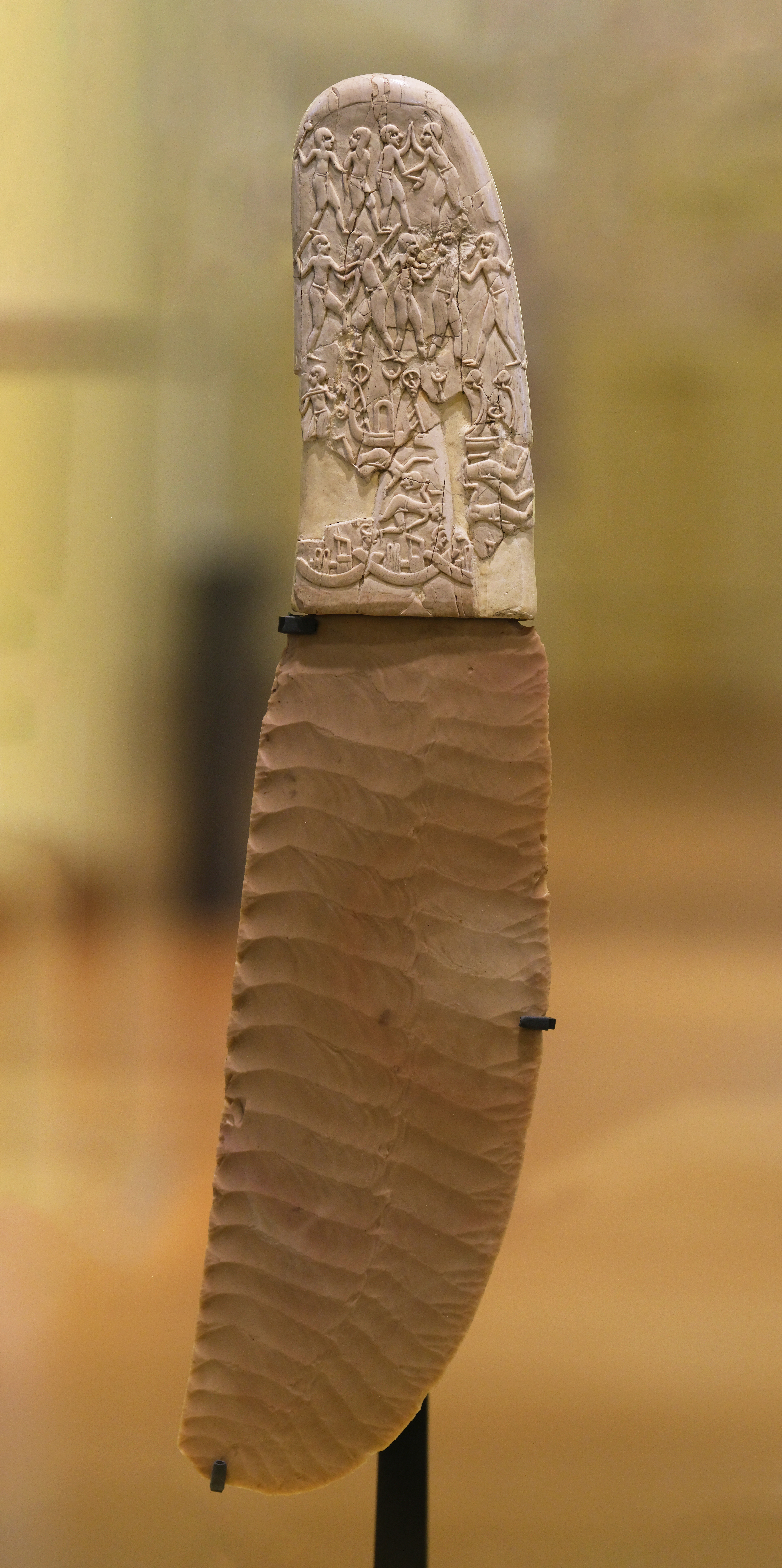
Cuchillo de Gebel el-Arak, expuesto en el Louvre

El Cuchillo de Gebel el-Arak es un cuchillo de 25,5 cm, datado de 3300 a 3200 a. C. (final de Naqada III), en el periodo protodinástico de Egipto, que cuando fue adquirido en El Cairo se afirmaba que había sido encontrado en el emplazamiento de Gebel el-Arak, al sur de Abidos.

## Características
La hoja es de Sílex y el mango de marfil, de colmillo de hipopótamo. El mango está tallado en bajorrelieve: en una cara aparece representada una escena de batalla y en la otra se muestra una escena mitológica.
En la escena mitológica se observa la influencia mesopotamica, muestra al dios El vestido con ropajes mesopotámicos, flanqueado por dos leones, que simbolizan las estrellas de la mañana y de la tarde (actualmente ambas identificadas con el planeta Venus. En este lado del mango se halla también una protuberancia agujereada que serviría para unir la cuchilla al mango; también podría haber contenido un cordel para colgar el cuchillo.

El cuchillo se encuentra actualmente expuesto en el Museo del Louvre de París (n.º de catálogo: E 11517). Otro cuchillo de material similar, pero en peor estado de conservación, se encuentra en el Museo Metropolitano de Arte de Nueva York.

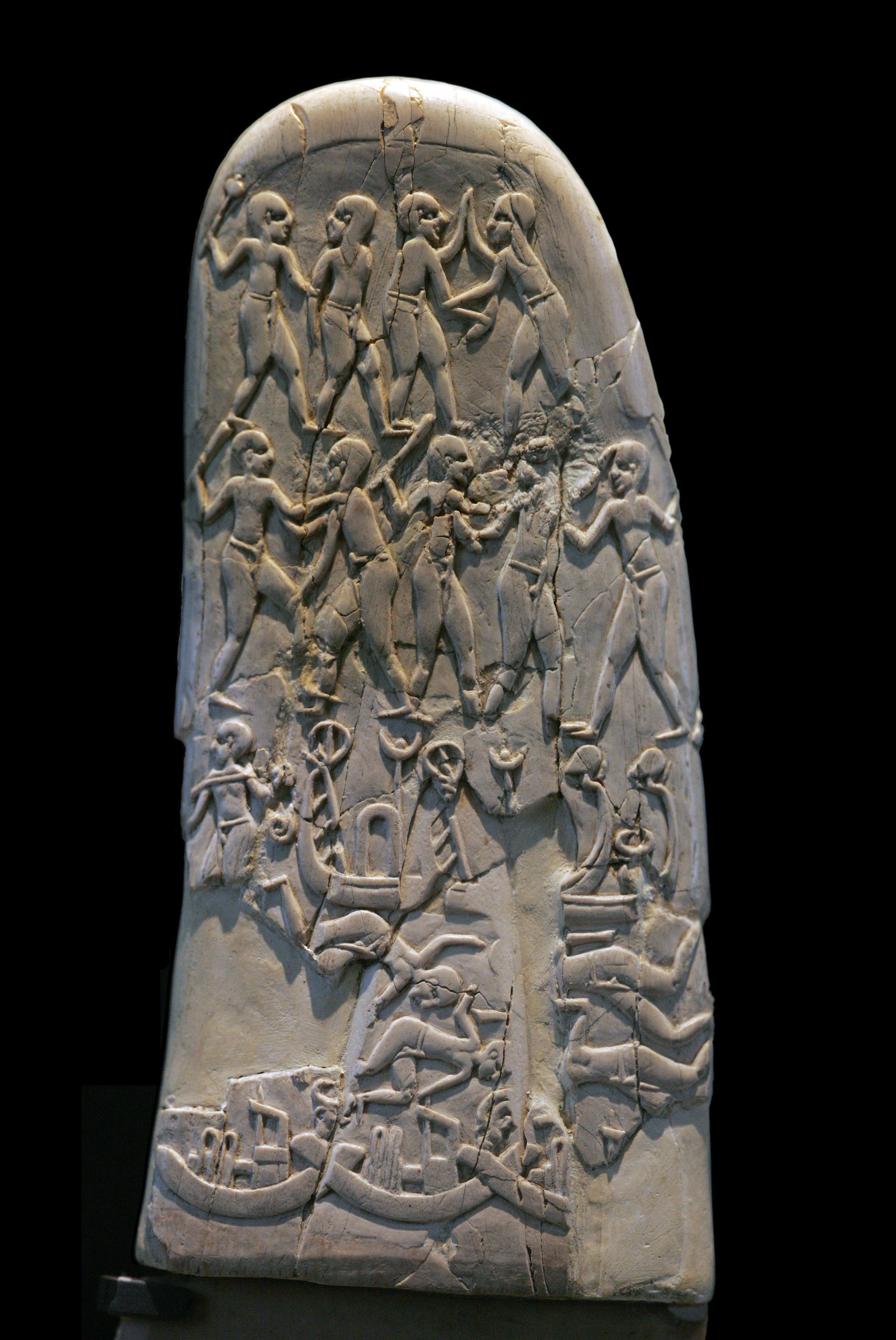
Vista delantera del cuchillo
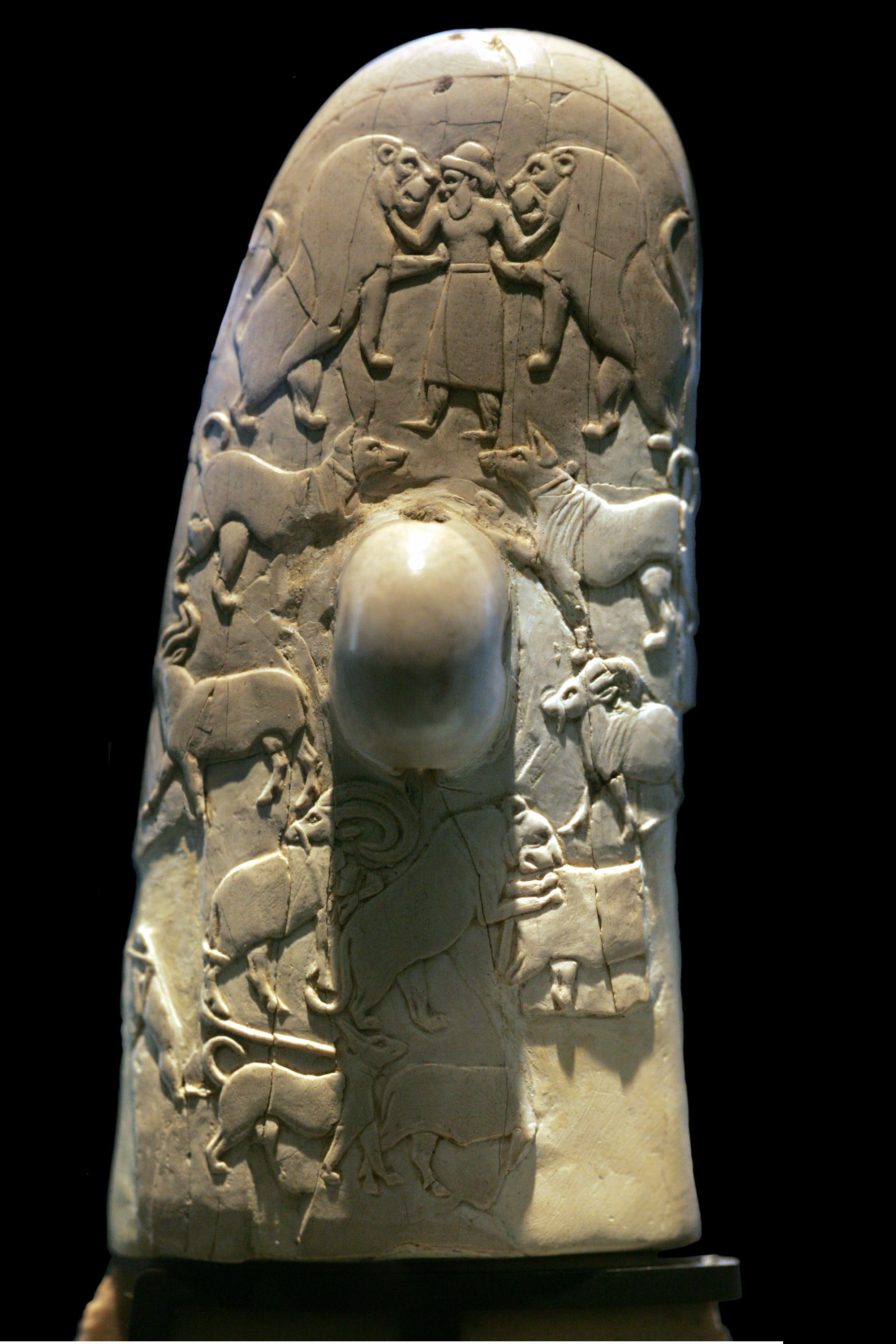
Vista trasera del cuchillo